# Ralf de Jong
Ralf de Jong (* 1973) ist ein deutscher Grafiker, Typograf, Buchgestalter und Hochschullehrer.

## Leben
De Jong  studierte an der Kunsthochschule Kassel bei Christof Gassner und an der Koninklijke Academie van Beeldende Kunsten in Den Haag. 2001 gründete er zusammen mit Friedrich Forssmann das Gestaltungsbüro Forssman de Jong, das er 2004 wieder verließ, um einen Ruf als Professor für Grafikdesign sowie Schrift- und Zeichenentwicklung an der Hochschule der Bildenden Künste Saar anzunehmen. 2006 wechselte er dann auf die Professur für Typografie an der Folkwang-Universität Essen.
Seit 2004 betreibt er neben seiner Hochschultätigkeit zusammen mit Stephanie de Jong das Gestaltungsbüro dejong-typografie. De Jong ist für Museen, Ausstellungen, Verlage, Zeitschriften und Hotes in den Bereichen Corporate Design, Ausstellungstypografie und Buchgestaltung tätig. 
Gemeinsam mit Friedrich Forssmann schrieb er das im Verlag Hermann Schmidt 2002 erschienene Nachschlagewerk Detailtypografie, mit Stephanie de Jong veröffentlichte er 2008 im gleichen Verlag Schriftwechsel. Schrift sehen, verstehen, wählen und vermitteln, beides Standardwerke im Bereich der Typografie.
Ralf de Jong ist verheiratet mit Stephanie, geb. Keyl, und hat vier Kinder.

## Belege
1. ↑  Kurzlebenslauf auf der Webseite der Folkwang Universität der Künste. Abgerufen am 18. September 2023.
2. ↑  Webpräsenz von dejong-typografie. Abgerufen am 21. April 2020.

| Personendaten    | Personendaten                   |
| ---------------- | ------------------------------- |
| NAME             | Jong, Ralf de                   |
| KURZBESCHREIBUNG | deutscher Grafiker und Typograf |
| GEBURTSDATUM     | 1973                            |